# Mosquiter d'Uganda
El mosquiter d'Uganda (Phylloscopus budongoensis) és una espècie d'ocell de la família dels fil·loscòpids (Phylloscopidae). Es troba a Camerun, Congo, República Democràtica del Congo, Guinea Equatorial, el Gabon, Kenya i Uganda. Els seus hàbitats principals són els boscos tropicals i subtropicals de frondoses humits de les terres baixes i de l'estatge montà. El seu estat de conservació es considera de risc mínim.